# Reggie Davani
Reginald « Reggie » Davani, né le 5 février 1980 à Port Moresby, est un footballeur de Papouasie-Nouvelle-Guinée, qui joue actuellement au poste d'attaquant dans le Queensland pour le Logan United.

## Carrière de club
Davani était un produit de formation des Brisbane Lions (maintenant Football Club des Queensland Lions) équipe de jeunes, avant de passer au supérieur. En 1999, il s'installe à Ipswich Knights, où il marque 15 buts en 23 matches. Après avoir passé plusieurs saisons en Nouvelle-Zélande, notamment à Auckland City, il est transféré aux Salomon, pour le Kossa FC, avec qui il termine finaliste de la Ligue des champions de l'OFC 2007-2008, avant de passer à Coburg United, dans le championnat australien, la Victorian Premier League. En 2009, il rejoint Logan United.

## Carrière internationale
Davani fait ses débuts pour la équipe de Papouasie-Nouvelle-Guinée en 1998, contre les Salomon. En 2004, il a disputé 4 matches de qualifications à la Coupe du monde 2006, dans lesquels il a marqué 6 buts. Il est actuellement le recordman des buts en sélections (15). Son frère cadet Alex Davani, joue lui aussi pour l'équipe nationale. Davani est un double-international, pour avoir été membre de l'équipe d'Australie de futsal. Il a d'ailleurs participé à la Coupe du monde 2008 de Futsal.

## Palmarès
University Inter
- Port Moresby Premier League : 2001, 2003

Auckland City
- Championnat de Nouvelle-Zélande de football : 2005, 2006
- Ligue des Champions de l'OFC : 2005